# 34 av. J.-C.
Cette page concerne l'année 34 av. J.-C. du calendrier julien.

## Événements
- 1er janvier : début à Rome du consulat de Marc Antoine et Lucius Scribonius Libo[1], consul suffect : Aemilius Lepidus Paullus.
- Printemps : campagne d’Octavien en Illyrie[2].
- Printemps-été : campagne de Marc Antoine en Arménie. Le roi Artavazde II est détrôné et fait prisonnier avec sa famille pour sa versatilité en 36 av. J.-C.. Les Arméniens résistent et élisent un fils du roi qui a réussi à s’enfuir, Artaxias II, mais Marc Antoine le contraint à se réfugier chez les Parthes. Canidius Crassus occupe l’Arménie avec une forte garnison. Marc Antoine emmène Artavazde en Égypte pour l’offrir à Cléopâtre VII, qui le fait mettre à mort quelques années plus tard[1].
- Automne : 
  - Antoine célèbre son triomphe sur l’Arménie à Alexandrie, pour la première fois en dehors de Rome [1].
  - Donations d'Alexandrie : les provinces romaines de Libye, Coelé-Syrie et Chypre sont données aux souverains d’Égypte (Cléopâtre VII et Ptolémée XV). Les royaumes d’Arménie, de Parthie et de Médie (qui restent à conquérir) sont donnés à Alexandre Hélios, fils aîné de Cléopâtre VII et de Marc Antoine, la Phénicie, la Syrie et la Cilicie sont réservés pour le plus jeune, Ptolémée Philadelphe. Leur sœur Cléopâtre Séléné reçoit la Crète et la Cyrénaïque[1].
- 3 septembre : Caius Sosius, proconsul de Syrie, reçoit les honneurs du triomphe[3].